# Eduarctus modestus
Eduarctus modestus is een tienpotigensoort uit de familie van de Scyllaridae. De wetenschappelijke naam van de soort is voor het eerst geldig gepubliceerd in 1960 door Holthuis.